# Cratere Oppenheimer
Oppenheimer  è il nome di un grande cratere lunare da impatto intitolato al fisico statunitense J. Robert Oppenheimer, situato nella porzione meridionale dell'emisfero lunare più distante dalla Terra (faccia nascosta), a ovest dell'immenso cratere Apollo. Nelle vicinanze si trovano a sud-ovest il cratere Maksutov, dall'interno molto scuro, e a ovest-sud-ovest il cratere Davisson. Quest'ultimo si incunea nel bordo orientale del cratere Leibnitz, ancora più grande di Oppenheimer.
Il bordo esterno di Oppenheimer è quasi esattamente circolare, ma è interrotto, in numerosi punti, da piccoli crateri. Il maggiore è Oppenheimer H, che si estende sino al bordo interno. In generale, all'interno, il bordo è molto sottile nella zona occidentale, mentre è molto più spesso nella metà orientale, nella direzione del cratere Apollo. Il pianoro interno è abbastanza livellato, specialmente verso il centro, ed ha un'albedo più bassa in alcune zone dalle parti del bordo occidentale. Una di queste aree contiene il cratere satellite Oppenheimer U, completamente invaso dalla lava. vicino alle pendici interne, sia a nord che a sud, vi sono dei sistemi di rimae lineari. La metà orientale del cratere presenta i segni di una raggiera orientata in direzione nord-sud.

## Crateri correlati
Alcuni crateri minori situati in prossimità di Oppenheimer sono convenzionalmente identificati, sulle mappe lunari, attraverso una lettera associata al nome.
| Oppenheimer | Latitudine | Longitudine | Diametro |
| ----------- | ---------- | ----------- | -------- |
| F           | 34,7° S    | 161,5° W    | 35 km    |
| H           | 36,5° S    | 163,1° W    | 33 km    |
| R           | 37,3° S    | 170,4° W    | 26 km    |
| U           | 34,3° S    | 167,9° W    | 38 km    |
| V           | 32,0° S    | 172,7° W    | 32 km    |
| W           | 32,1° S    | 169,0° W    | 20 km    |